# Mærsk Mc-Kinney Møller (skib)
 For alternative betydninger, se Mærsk Mc-Kinney Møller (flertydig). (Se også artikler, som begynder med Mærsk Mc-Kinney Møller)
M/S Mærsk Mc-Kinney Møller er det første skib i Maersk Lines nye Triple E klasse containerskibe. Skibet har en af de største lastekapaciteter i TEU kun 1000 mindre end verdens største: MSC's fire søsterskibe, og er det længste skib i service i verden fra 2013. Skibet blev bygget til Maersk af Daewoo Shipbuilding & Marine Engineering (DSME) i Sydkorea og trådte tjeneste i juli 2013. Hun blev opkaldt efter Mærsk Mc-Kinney Møller, administrerende direktør for Maersk mellem 1965 og 1993. Skibet er det første af en planlagt klasse af 20 identiske skibe.
Sammen med sit søsterskibe er Mærsk Mc-Kinney Møller verdens største og mest effektive containerskib i drift ved lanceringen i 2013, med en længde på 399 m og med en lastekapacitet på 18.270 TEU containere. Effektiviteten maksimeres af brændstofeffektive motorer og en maksimal hastighed på 23 knob, som reducerer brændstofforbruget og kuldioxidemissionerne med 20 % i forhold til den tidligere mest effektive fragtskib. Under normal drift er skibet bemandet med en besætning på 19.

## Galleri
- Mærsk Mc-Kinney Møller ved navngivningen i juni 2013 på Daewoo Shipbuilding
- Mærsk Mc-Kinney Møller i Aarhus Havn under sin jomfrurejse 26. august 2013